# زوسیموس (پاپ)
پاپ زوسیموس (به انگلیسی: Pope Zosimus) یکی از پاپ‌های کلیسای کاتولیک رم بود که بین سال‌های ۴۱۷ تا ۴۱۸ میلادی پاپ بود.